# ФК Леганес
ФК Леганес (шпа. Club Deportivo Leganés) је шпански фудбалски тим из Леганеса, у предграђу Мадрида. Основан 23. јуна 1928, клуб тренутно игра у Сегунди, домаће утакмице игра на Стадиону Муниципал де Бутаркуе, капацитета 12.450 седећих места.

## Историја
Леганес је дуги период свога постојања провео у нижим лигама. Године 1977. клуб је поново ушао у четврти ниво шпанског такмичења у фудбалу, где је играо седам година и ушао у трећу лигу.
Након сталног напретка, Леганес је стигао до нове треће лиге 1987. године, након чега је шест година касније промовисан у Другу лигу и задржао статус лиге 11 сезона; током овог временског периода, освојио је два узастопна осма места (најбоље) од 1995. до 1997. године.
У сезони 2015/16, по први пут у својој историји, Леганес је промовисан у Ла Лиги, која је 4. јуна 2016. запечаћена победом од 1—0 против ФК Мирандеса.
Дана 24. јануара 2018. године, Леганес се по први пут квалификовао у полуфинале Куп Краља, елиминисали су Реал Мадрид у четвртфиналу захваљујући победи од 2—1 на стадиону Сантијаго Бернабеу.

## Навијачи и ривали
Навијачи су у пријатељском односу са ултрас групама Гејт 12 ФК Егалеа, градови Егалео и Леганес су такође побратимљени. Њихов највећи ривал је Хетафе са којим се такмиче у јужномадридском дербију.

## Тренутни састав
| Бр. |           | Позиција | Играч                                                 |
| --- | --------- | -------- | ----------------------------------------------------- |
| 1   | Шпанија   | Г        | Иван Куељар                                           |
| 2   | Шпанија   | О        | Хуанфран Морено (на позајмици из Депортиво ла Коруње) |
| 3   | Шпанија   | О        | Унаи Бустинза (капитен)                               |
| 4   | Мексико   | О        | Дијего Рејес (на позајмици из Фенербахчеа)            |
| 5   | Аргентина | О        | Џонатан Силва (на позајмици из Спортинга)             |
| 6   | Шпанија   | С        | Жерар Гумбау                                          |
| 8   | Шпанија   | С        | Рекио                                                 |
| 9   | Аргентина | Н        | Гвидо Кариљо (на позајмици из Саутемптона)            |
| 10  | Мароко    | С        | Набил Ел Зар                                          |
| 11  | Аргентина | С        | Александер Шимановски                                 |
| 12  | Камбоџа   | О        | Алан Ниом (на позајмици из ВБА)                       |
| 13  | Шпанија   | Г        | Андрес Пријето                                        |
| 14  | Украјина  | О        | Васил Кравец                                          |
| 15  | Шпанија   | О        | Родриго Тарин                                         |

| Бр. |           | Позиција | Играч                                          |
| --- | --------- | -------- | ---------------------------------------------- |
| 16  | Шпанија   | С        | Хосе Арнаиз                                    |
| 17  | Шпанија   | С        | Хавијер Ерасо                                  |
| 18  | Шпанија   | Н        | Сабин Мерино (на позајмици из Атлетик Билабоа) |
| 19  | Аргентина | О        | Езекијел Муњоз                                 |
| 20  | Уругвај   | Н        | Мајкл Сантос (на позајмици из Малаге)          |
| 21  | Шпанија   | С        | Рубен Перез (заменик капитена)                 |
| 22  | Грчка     | О        | Димитрис Сиовас                                |
| 23  | Шпанија   | С        | Микел Весга (на позајмици из Атлетик Билбаоа)  |
| 24  | Нигер     | О        | Кенет Омеруо (на позајмици из Челсија)         |
| 25  | Данска    | Н        | Мартин Брејтвејт (на позајмици из Мидлсброа)   |
| 26  | Мароко    | Н        | Јусеф ен Несири                                |
| 27  | Шпанија   | С        | Оскар Арнаиз (на позајмици из Реал Мадрида)    |
| 29  | Украјина  | Г        | Андреј Лунин (на позајмици из Реал Мадрида)    |

### На позајмици
| Бр. |           | Позиција | Играч                                          |
| --- | --------- | -------- | ---------------------------------------------- |
|     | Колумбија | О        | Џошуа Мејас (Картахена до 30. јуна 2019)       |
|     | Аргентина | С        | Факундо Гарсија (АЕК Ларнака до 30. јуна 2019) |
|     | Шпанија   | С        | Феде Вицо (Гранада до 30. јуна 2019)           |
|     | Шпанија   | Н        | Габријел Салазар (Бургос до 30. јуна 2019)     |
|     | Шпанија   | Н        | Данијел Охеда (Гранада до 30. јуна 2019)       |

| Бр. |         | Позиција | Играч                                       |
| --- | ------- | -------- | ------------------------------------------- |
|     | Камбоџа | Н        | Мамадоу Коне (Малага до 30. јуна 2019)      |
|     | Гвинеја | Н        | Муса Камара (Салмантино до 30. јуна 2020)   |
|     | Гана    | Н        | Овусу Квабена (Салмантино до 30. јуна 2019) |
|     | Бразил  | Н        | Вилијам (Карпати Љвов до 30. јуна 2019)     |

## Успеси
- Друга лига Шпаније: 
  - Освајачи: 1992/93.
- Трећа лига Шпаније:
  - Освајачи: 1985/86.